# Globos de Ouro 2012

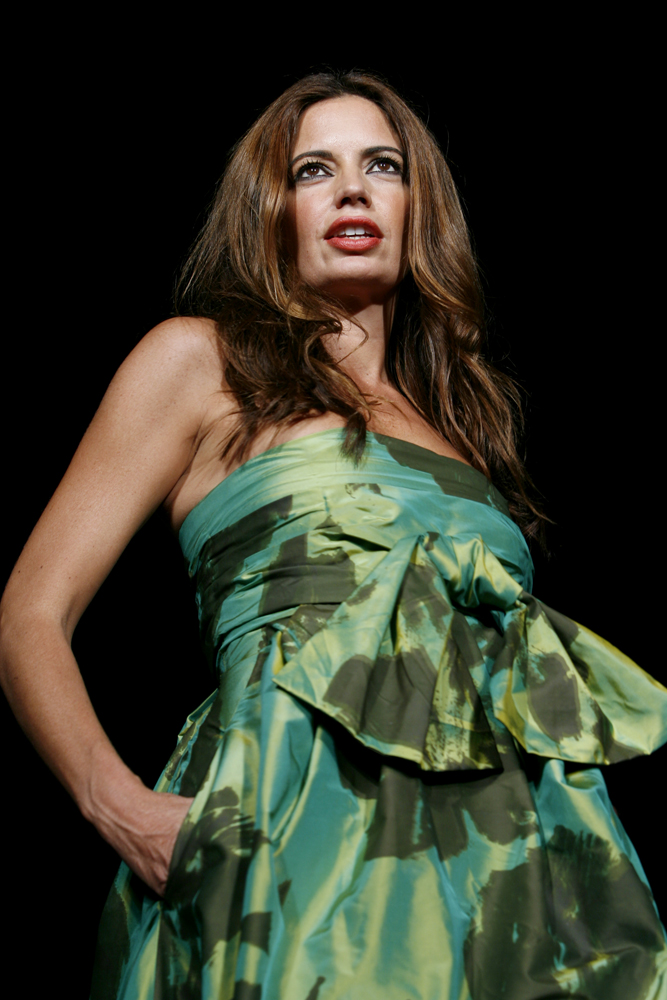
Moderatorin Bárbara Guimarães

Die 17. Verleihung des Globo de Ouro fand am 20. Mai 2012 im Coliseu dos Recreios in Lissabon statt. Der Gala-Abend wurde von Bárbara Guimarães moderiert und vom mitveranstaltenden Fernsehsender SIC übertragen.
Den Globo de Ouro, für Leistungen im Jahr 2011, erhielten im Jahr 2012 folgende Persönlichkeiten:

## Kategorien

### Kino
- Bester Film: Sangue do Meu Sangue von João Canijo (Regisseur), Pedro Borges (Produzent)
nominiert:
  - Viagem a Portugal von Sérgio Tréfaut (Regisseur und Produzent)
  - América von João Nuno Pinto (Regisseur) und Pablo Iraola, Miguel Varela, António da Cunha Telles, Viktor Taknov, Pandora da Cunha Telles (alle Produzenten)
  - O Barão von Edgar Pêra (Regisseur) und Ana Costa (Produzentin)
- Beste Schauspielerin: Rita Blanco für Sangue do Meu Sangue (Regie: João Canijo)
nominiert
  - Beatriz Batarda für Cisne
  - Maria de Medeiros für Viagem a Portugal (Regie: Sérgio Tréfaut)
  - Anabela Moreira für Sangue do Meu Sangue (Regie: João Canijo)
- Bester Schauspieler: Nuno Melo für O Barão (Regie: Edgar Pêra)
nominiert
  - Nuno Lopes für Sangue do Meu Sangue (Regie: João Canijo)
  - Fernando Luís für América (Regie: João Nuno Pinto)
  - Rafael Morais für Sangue do Meu Sangue (Regie: João Canijo)

### Sport
- Bester Sportler: Cristiano Ronaldo
- Bester Sportlerin: Telma Monteiro
- Bester Trainer: André Villas-Boas

### Mode
- Bestes weibliches Model: Sara Sampaio
- Bestes männliches Model: Gonçalo Teixeira
- Bester Designer: Miguel Vieira

### Theater
- Beste Schauspielerin: Sandra Faleiro
- Bester Schauspieler: Ivo Canelas
- Beste Aufführung: A Varanda

### Musik
- Bester Einzelinterpret: Jorge Palma
- Beste Gruppe: Amor Electro
- Bestes Lied: A Máquina (acordou) – Amor Electro

### Entdeckung des Jahres (Publikumspreis)
- Nélson Oliveira

### Lebenswerk
- Francisco Pinto Balsemão